# Flora Klee-Palyi
Flora Klee-Palyi (* 13. Oktober 1893 in Budapest; † 14. April 1961 in Wuppertal) war eine deutsch-ungarische Holzschneiderin, Illustratorin, Übersetzerin und Herausgeberin französischer Dichtung.

## Leben
Flora Klee-Palyi, die auch das Pseudonym Marie Philippe verwendete, wurde 1893 geboren. Sie studierte Kunst mit Schwerpunkt Graphik in Lausanne, Genf, München, Rom, Florenz und Paris. In Paris wirkte sie anschließend noch einige Zeit und gab mehrere Anthologien mit französischer Dichtung heraus, darunter Texte von Gérard de Nerval, Guillaume Apollinaire, Charles Baudelaire, René Char und Paul Verlaine. Im Gegenzug übersetzte sie Werke von Emil Barth und Ernst Meister ins Französische und gab bilinguale lyrische Editionen heraus.
1927 zog sie mit ihrem Mann, dem Internisten und Pharmakologen Philipp Klee (1884–1978), der eine Chefarztstelle am Ferdinand-Sauerbruch-Klinikum antrat, nach Wuppertal, wo sie aufgrund ihrer jüdischen Herkunft im Oktober 1944 verhaftet wurde. Im Februar 1945 wurde sie nach Theresienstadt deportiert, von wo sie mit schweren Gesundheitsschäden nach Wuppertal zurückkehrte, um dort ihre künstlerische Tätigkeit wieder aufzunehmen. Sie erhielt als anerkanntes Opfer des Nationalsozialismus erst zehn Jahre später eine kleine Rente.
Bereits 1930 realisierte sie eine erste Ausstellung in Wuppertal. Ausstellungsorte waren das Kupferstichkabinett des Elberfelder Museums, später in der Kunststube Leithäuser und danach in Räumlichkeiten des Wuppertaler Kunst- und Museumsvereins.
In den 1950er Jahren gestaltete Klee-Palyi Bücher für den Gießener Walltor-Verlag, unter anderen schuf sie 1956 Linolschnitte zu dem Gedicht die „Die drei Hasen“ von Christian Morgenstern. Im gleichen Jahr erhielt sie den Von-der-Heydt-Kulturpreis der Stadt Wuppertal. Sie starb am 14. April 1961 in Wuppertal. Ihr Grab und das ihres Mannes befinden sich bis 2021 auf dem Alten Evangelischen Friedhof an der Kirchhofstraße in Wuppertal-Sonnborn, jetzt eingeebnet.

## Illustrationen im Walltor-Verlag (Auswahl)

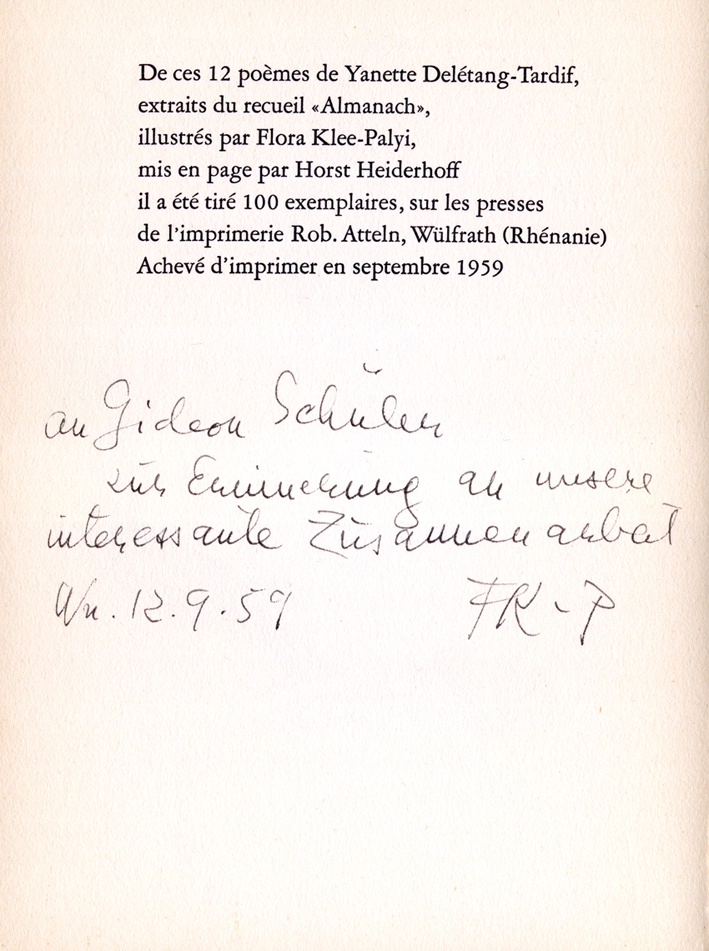
Signatur von Flora Klee-Palyi mit Widmung

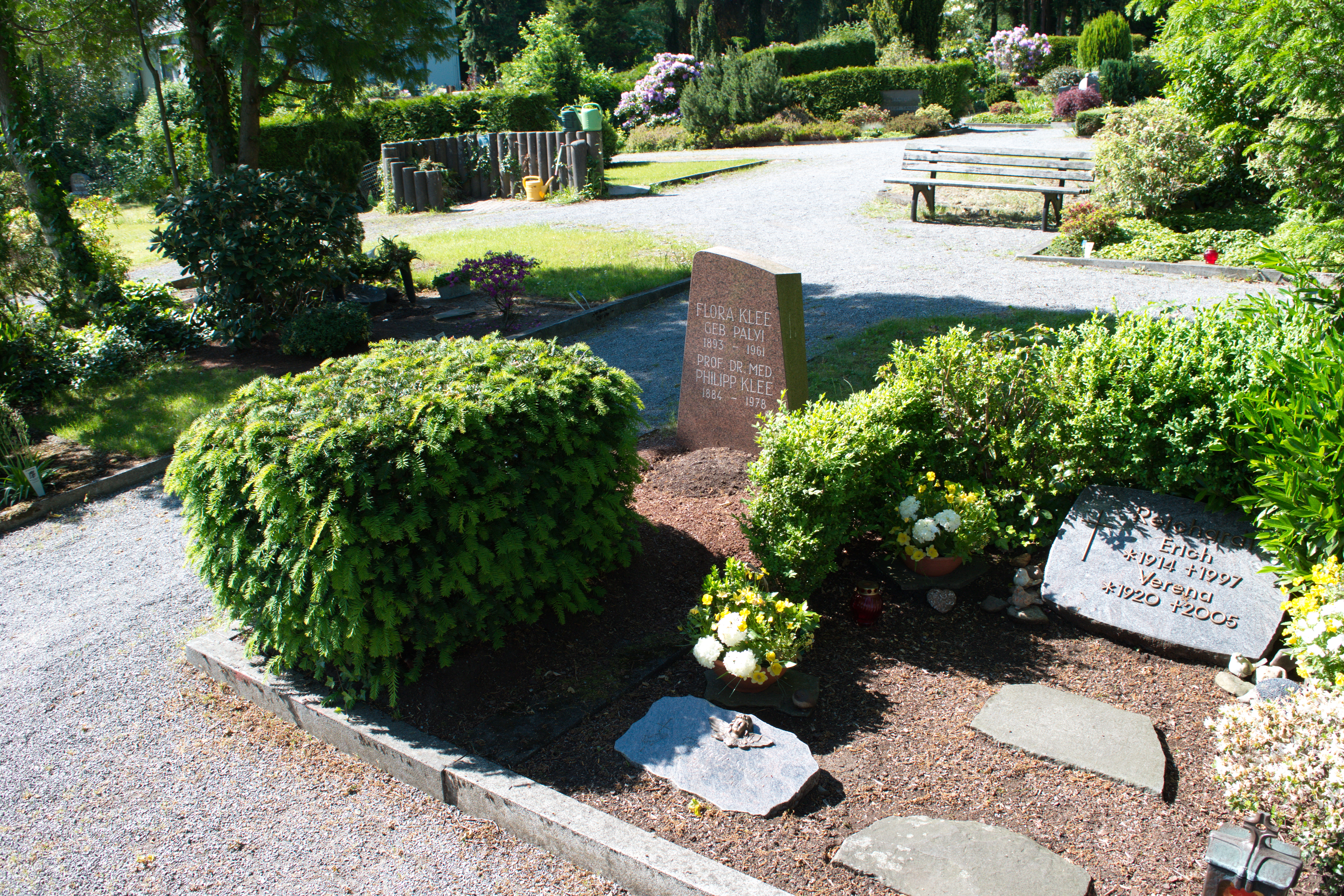
Grab von Flora Klee-Palyi (2017)

Der Walltor-Verlag Gießen existierte von 1951 bis 2002. Inhaber als eingetragener Kaufmann war Klaus Brückel. Flora Klee-Palyi arbeitete in den 1950er Jahren für den Verlag. In Zusammenarbeit mit Gideon Schüler, der als Lektor für den Verlag tätig war, entstanden Bücher in kleinen Auflagen, die häufig 100 Exemplare nicht überschritten. Die Typografie wurde von Horst Heiderhoff gestaltet.
- Bestiarium. Sieben Gedichte nach Guillaume Apollinaire´s „Bestiaire ou Cortège d´ Orphée“ von Karl Krolow. Linolschnitte Fora Klee-Palyi. Gedruckt und gesetzt in den grafischen Werkstätten der Staatlichen Werkkunstschule Kassel. Gießen 1956, Auflage nicht bekannt.
- Werner Warsinsky, Lunatique. Linolschnitte und Buchgestaltung Fora Klee-Palyi, Gießen 1958, Auflage: 100 Exemplare.
- Christian Morgenstern, Drei Hasen. Eine groteske Ballade. Linolschnitte von Fora Klee-Palyi. Gedruckt und gesetzt in der Graphischen Kunstanstalt Wilhelm Herr, Gießen. 1959, Auflage nicht bekannt.
- Marcel Béalu, La Légende des Siècles. Linolschnitte von Fora Klee-Palyi. Gedruckt und gesetzt in den grafischen Werkstätten der Staatlichen Werkkunstschule Kassel. Gießen, ohne Jahr, Auflage nicht bekannt.
- Urs Martin Strub, Neptun. Schrift Fora Klee-Palyi. Gießen, ohne Jahr, Auflage nicht bekannt.
- Lothar Klünner, Gläserne Ufer. Buchgestaltung und Radierungen von Fora Klee-Palyi. Gedruckt und gesetzt in den grafischen Werkstätten der Staatlichen Werkkunstschule Kassel. Ohne Jahr. Auflage nicht bekannt.
- Fritz Usinger, Der Morgenstern. Linolschnitte von Fora Klee-Palyi. Gedruckt und gesetzt in den grafischen Werkstätten der Staatlichen Werkkunstschule Kassel. Ohne Jahr. Auflage nicht bekannt.
- Yanette Delétang-Tardif, Almanach. Druck: Robert Atteln, Wüfrath. Gießen 1959, Auflage: 100 Exemplare.
- Emil Barth, Meerzauber. Linolschnitte von Flora Klee-Palyi, Gießen 1959, Auflage nicht bekannt.
- Alain Bosquet, Cosmiques. Druck: Robert Atteln, Wüfrath. Gießen, 1959, Auflage: 60 Exemplare.
- Novalis, Fragmente. Schrift und Linolschnitte von Fora Klee-Palyi. Gießen 1959, Auflage nicht bekannt.
- Marcel Béalu, Paysages Réels. Linolschnitte Fora Klee-Palyi. Druck: Robert Atteln, Wüfrath. Gießen 1959, Auflage: 100 Exemplare.
- Apollinaire/Krolow, Bestiarium. Linolschnitte und Typographie von Fora Klee-Palyi. Druck: Graphische Kunstanstalt Wilhelm Herr, Gießen. Gießen 1959, Auflage nicht bekannt.
- Ernst Meister, Lichtes Labyrinth. Schrift von Fora Klee-Palyi. Gießen 1959. Auflage nicht bekannt.
- René Char, 33 Bruchstücke. Schrift und Linolschnitte von Fora Klee-Palyi. Gießen 1960, Auflage nicht bekannt.
- Fritz Usinger, Gedanken. Linolschnitte und Typographie von Fora Klee-Palyi. Druck: Graphische Kunstanstalt Wilhelm Herr, Gießen. Gießen 1960, Auflage nicht bekannt.

## Schriften
- Literatur von und über Flora Klee-Palyi im Katalog der Deutschen Nationalbibliothek